# San Donnino (Piazza al Serchio)
San Donnino è una frazione del comune di Piazza al Serchio, in Toscana. Si trova sul lato destro del fiume Serchio, proprio di fronte alla confluenza del fiume Serchio di Sillano con il torrente Acqua Bianca, a una altitudine di 530 m s.l.m.

## Storia
Secondo lo storico Domenico Pacchi, le prime notizie di questo piccolo borgo risalgono a una “carta lucchese” del 1179, nella quale viene citato insieme al “Castrum Vetus” l'antico castello di Sala; la sua rocca, eretta sopra uno sperone roccioso, dirimpetto al “Doglione” che ospitava “Castrum Vetus” (o Castelvecchio), fu probabilmente edificata dopo il 1228.
Nel 1370 San Donnino, istigato dalla famiglia degli Antelminelli, signori in quel momento di Castiglione e ansiosi di ripristinare a Lucca la loro signoria, si ribellò insieme ad altri castelli della valle al dominio di Lucca. I lucchesi soffocarono prontamente la ribellione in tutta la Garfagnana e il 22 maggio 1370, dopo aver espugnato la sua rocca, lo obbligarono nuovamente a giurare fedeltà alla Repubblica di Lucca.
Nel 1401 Paolo Guinigi, giudicando il castello fondamentale per la difesa dei confini della Repubblica, lo inserì nell'elenco dei castelli da ristrutturare e rinforzare.
Nel XV secolo San Donnino, come altri castelli vicini, si diede volontariamente agli Estensi e il 24 luglio 1451, nel riordinamento della Provincia estense della Garfagnana, dopo una lunga appartenenza alla Vicaria di Camporgiano (iniziata sotto le insegne lucchesi), gli estensi lo posero sotto la giurisdizione della neocostituita “Vicaria delle Terre Nuove”.
Nel 1489 il Duca di Ferrara Ercole I, lo concesse in feudo al vescovo di Modena Nicola Sandonnini (casato nativo di San Donnino), che nel 1579, dopo esser stato nominato vescovo di Lucca, ricostruì la chiesa dedicata a San Donnino e ristrutturò l'intero borgo. Nel 1518 il Duca Alfonso I, entusiasta dell'iniziativa, confermò agli eredi del Vescovo il feudo e il titolo di Conti, privilegi confermati in seguito anche dal suo successore, il Duca Ercole II (1535).
Fra i nobili che governarono San Donnino sono da ricordare il Conte Ugolino Sandonnini, seguace dell'imperatore Arrigo VII e di Giovanni Re di Boemia, e un certo Andrea reso nobile dall'imperatore Carlo IV di Boemia, il cui figlio Pietro nel 1450 diventò rettore dell'Università di Pisa.

## Monumenti e luoghi d'interesse

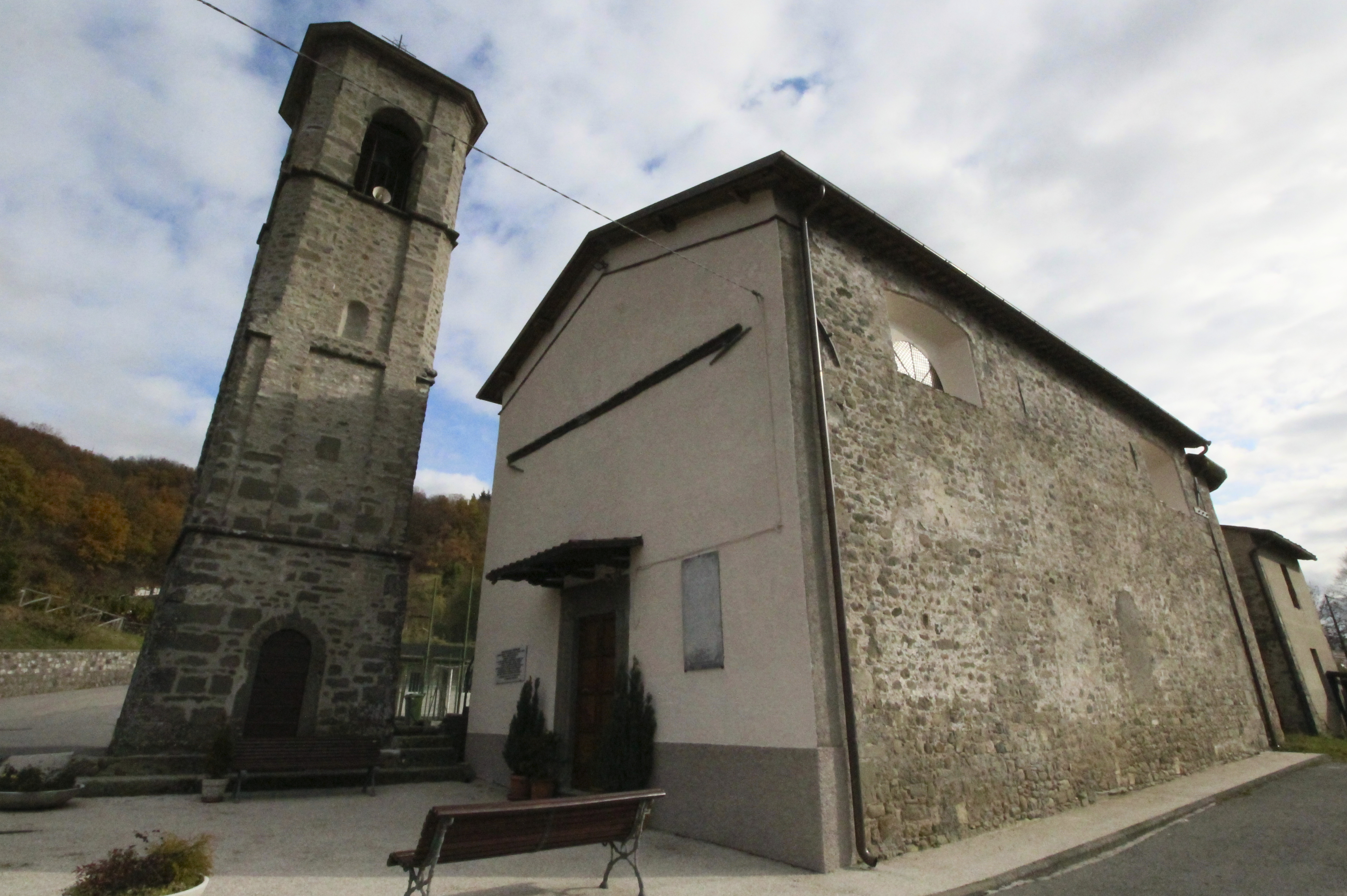
La chiesa di San Donnino

### La chiesa
La chiesa parrocchiale è intitolata a San Donnino martire di Fidenza ed è ubicata alla periferia del paese, sul lato est. Secondo gli studiosi fu edificata da Nicolao Sandonnini nel 1490, come riporta una lapide presente all’interno della chiesa. Raffaello Raffaelli nella sua Descrizione geografica storica economica della Garfagnana parla anche di “una iscrizione che leggesi in una pergamena racchiusa in un tubo di piombo custodito nell’altare maggiore”. Inoltre, nel camino della cucina della canonica, rifatta dopo il 1920, è presente una pietra che riporta lo stemma della casata Sandonnini (aquila con scacchiera).
Dall'osservazione attenta della muratura dell’edificio, si può desumere che la sua costruzione è stata eseguita in diverse epoche. Inizialmente era sprovvista di abside e aveva una porta esterna sul lato sud-ovest per accedere al cimitero che si sviluppava su quella parte (è ancora possibile vederne le soglie). All’interno c’era l’ossario e un pavimento in lastre di pietra. Successivamente è stata sopraelevata, è stato aggiunto l’abside e poi rifatto tetto e pavimento. 
A lato della chiesa c’è il campanile dove è possibile osservare una pietra con la scritta 1730, presumibilmente l’anno in cui fu costruito. 
Si suppone però che chiesa e campanile fossero in precedenza ubicati nella parte ovest dell’attuale paese, come attestano i documenti del XIV secolo che riportano la strada e sulla sinistra di essa, lato fiume, l’abitato con al centro la chiesa e il campanile. Forse il terreno instabile o un terremoto, hanno spinto gli abitanti a riedificarla in un luogo più sicuro.
All'interno della chiesa è di particolare interesse l'altare maggiore in legno decorato del XVII secolo.

### Il castello
Il complesso fortificato di S. Donnino sorgeva poco distante dall’attuale via principale, su un rilievo roccioso, nei pressi dell'antico omonimo borgo, quindi in un luogo naturalmente difeso dal quale si dominava la valle sottostante e le strade che l'attraversavano. Per meglio adattarsi alla morfologia del terreno aveva una forma irregolare, e come possiamo osservare dai resti delle murature era formato da un palazzo e da una torre, nella parte superiore. Le murature erano realizzate con pietra locale, lavorata in bozze dalle forme e dimensioni piuttosto regolari. 
Attualmente è possibile accedere ai resti del castello attraverso un sentiero che si stacca per un centinaio di metri, dalla via della torre.
Raffaello Raffaelli nella sua Descrizione geografica storica economica della Garfagnana scrive a proposito del castello di San Donnino “Giace il paese sulla sinistra sponda del Serchio, alla base dell'Appennino, in un seno formato dalle ritorte rocce e di monti, che lo difendono da tramontana. Il suo terreno è fertile, e la sua posizione è amena e pittoresca; da nord-ovest ha il monte Croce, che nel 1869 fu tagliato per aprire il varco alla strada provinciale, e congiungerla al ponte viadotto di Sala. Questo monte è un grosso e gigantesco macigno, nella sommità del quale esisteva il castello dei Conti di S. Donnino, di cui però oggi non restano che pochi frammenti. Sorge precisamente dirimpetto a quello di Castelvecchio, detto anche Castel d'Angione… L’aspetto di questo luogo è orrido, ma pieno ad un tempo di maravigliosa bellezza, che invita i fotografi a trame spesso curiosissime vedute. Ha da ponente e in prospettiva le grotte di Castelvecchio, che quasi piramidi sorgono maestose dal letto del fiume; e in lontananza, sempre nella stessa direzione, il panorama delle Panie, del Pisanino, e del Pizzo d’Uccello.”

### Il monumento ai caduti
Il monumento ai caduti presenta una base composta da una piattaforma in pietra ricoperta da una lastra in arenaria e ornata alle estremità da piccoli pilastri uniti da una catena metallica. La piattaforma è sormontata da un tronco di piramide in pietra rosa sul cui fronte è inserita una lastra marmorea con i nomi dei caduti, militari e civili, di entrambi i conflitti mondiali. Il monumento è decorato da un elmo e due fucili incrociati, in bronzo, e da una croce di marmo ed è racchiuso da un cancello in ferro. L’opera, commissionata da un comitato locale, fu inaugurata il 15 agosto 1958.